# Мишачий терен язичковий
Мишачий терен язичковий, рускус під'язиковий (Ruscus hypoglossum) — вид рослин з родини холодкових (Asparagaceae), поширений у центральній і південній Європі від Італії до Криму, а також у Туреччині.

## Опис
Багаторічна рослина від 20 до 40 см заввишки. Квітки по 3–5 у пучку, на верхній стороні кладодіїв у пазусі великого листоподібних шкірястого приквітка. Кореневище довге, розгалужене. Рослина дводомна вічнозелена. Квіти зеленуваті. Плід — червона ягода. Кладодії шкірясті, від вузько до широко еліптичних, широко загострені, 6–10 × 2–2.5 см, звужені й закручені в основі. Приквіток суцвіття адаксіальний, ланцетний, 11–30 × 5–10 мм. 2n=40.
Цвіте у квітні — травні, плодоносить у липні — грудні. Розмножується насінням і кореневищами.

## Поширення
Поширений у центральній і південній Європі від Італії до Криму, а також у Туреччині.
В Україні вид зростає у гірських лісах і на тінистих кам'янистих гірських схилах — у Криму.

## Використання
Ця рослина культивується в садах, її часто використовують як ґрунтовий покрив у лісових районах, оскільки є вічнозеленою і тіньовитривалою. Пагони також можуть бути зібрані для декоративних цілей, а рослини або частини рослин продаються на квіткових ринках, наприклад, в Болгарії. У Боснії та Герцеговині використовується в народній медицині.

## Загрози й охорона
Загрозами є зривання на букети чи використання як декоративної рослини.
Занесений до Червоної книги Україні в статусі «Рідкісний». Охороняється в Ялтинському гірськолісовому, Кримському ПЗ, заказнику загальнодержавного значення «Великий Каньйон Криму».